# Campeonato Paranaense de Futebol de 1927
O Campeonato Paranaense de 1927 foi a 13° edição do campeonato estadual, sendo que este ano, o campeonato teve uma queda no número de participantes para apenas seis. O Coritiba conquistou o bi-campeonato  após onze anos e o vice voltou a ser o Clube Atlético Paranaense. Nesta temporada, houve o 10° Torneio Inicio e o Operário foi campeão, no dia 1° de maio, sendo que o campeonato paranaense terminou apenas em 1928.
A artilharia do campeonato foi dividida entre quatro jogadores: Marreco (Atlético Paranaense), Emílio e Ernesto (Coritiba) e Canhoto (Palestra Itália), todos com 8 gols cada um. .

## Clubes Participantes
| Equipe                             | Cidade       | Região                           | No ano anterior | Estádio | Capacidade | Títulos                            | Participações |
| ---------------------------------- | ------------ | -------------------------------- | --------------- | ------- | ---------- | ---------------------------------- | ------------- |
| Britânia Sport Club                | Curitiba     | Região Metropolitana de Curitiba | Quarto Lugar    | --      | --         | 6 (1918, 1919,1920,1921,1922,1923) | 13            |
| Coritiba Foot Ball Club            | Curitiba     | Região Metropolitana de Curitiba | Terceiro Lugar  | --      | --         | 1 (1916)                           | 13            |
| Palestra Itália Futebol Clube      | Curitiba     | Região Metropolitana de Curitiba | Campeão         | --      | --         | 2 (1924, 1926)                     | 7             |
| Operário Ferroviário Esporte Clube | Ponta Grossa | Microrregião de Ponta Grossa     | Vice Campeão    | --      | --         | 0 (não possui)                     | 5             |
| Clube Atlético Paranaense          | Curitiba     | Região Metropolitana de Curitiba | Vice Campeão    | --      | --         | 1 (1925)                           | 3             |
| União Campo Alegre                 | Ponta Grossa | Microrregião de Ponta Grossa     | Sétimo Lugar    | --      | --         | 0 (não possui)                     | 2             |

- 1° Lugar Coritiba Foot Ball Club
- 2° Lugar Atlético
- 3° Lugar Britânia Sport Club
- 4° Lugar Palestra Itália Futebol Clube
- 5° Lugar União Campo Alegre
- 6° Lugar Operário

## Regulamento
Campeonato por pontos corridos, turno e returno. 

Nota
O  Operário desistiu após o primeiro turno.

## Campeão
| Campeonato Paranaense de 1927      |
| ---------------------------------- |
| Coritiba Foot Ball Clube 2° Título |